# Mike Mentzer
Michael John „Mike“ Mentzer (* 15. November 1951 in Germantown, Pennsylvania; † 10. Juni 2001 in Los Angeles) war ein amerikanischer Profi-Bodybuilder.

## Sportliche Karriere
Mike Mentzer gewann 1978 den IFBB Mr. Universum und belegte 1979 den zweiten und 1980 den fünften Platz beim Mr. Olympia, dem bedeutendsten Wettkampf im professionellen Bodybuilding. Er fühlte sich 1980 von der Jury benachteiligt und beendete deshalb seine Karriere unmittelbar nach dem Wettkampf.
Gemeinsam mit seinem Bruder Raymond „Ray“ Harry Mentzer (* 2. August 1953) unterrichtete und vermarktete Mike das Bodybuilding-Trainingskonzept High Intensity Training (HIT) basierend auf dem Trainingskonzept von Arthur A. Jones, das auf relativ wenigen kurzen Trainingseinheiten beruht, die dafür mit maximaler Intensität auszuführen sind. Daneben veröffentlichte er zahlreiche Publikationen zu diesem Thema, die bekannteste ist das Buch Heavy Duty. Mike Mentzer war einer der wenigen und wohl auch der bekannteste Bodybuilder, der das HIT dem konventionellen Volumentraining vorzog, nachdem er zu Anfang seiner Karriere anders vorgegangen war. Dafür wurde er immer wieder von anderen bekannten Bodybuildern, wie Arnold Schwarzenegger kritisiert. Auch andere Vertreter der Fitnessindustrie waren nicht gut auf ihn zu sprechen, da er immer wieder erklärte, dass eine gesunde und ausgewogene Ernährung dem Konsum von Nahrungskonzentraten wie Proteine vorzuziehen sei.

## Tod
Am 10. Juni 2001 starb Mike Mentzer in Los Angeles im Alter von 49 Jahren an Herzstillstand infolge einer Verkalkung der Herzgefäße (Arteriosklerose). Nur 38 Stunden später, am 12. Juni 2001, starb Ray Mentzer im Alter von 47 Jahren in derselben Wohnung wie zuvor sein Bruder, die offizielle Todesursache war auch hier eine Verkalkung der Herzgefäße. In einer Erklärung des Mentzer-Managements unmittelbar nach Bekanntwerden der Todesnachricht wurde bei Ray Mentzer Nierenversagen als Todesursache genannt.
Bei der Autopsie wurde außerdem bei beiden eine Überdosis Morphin im Blut festgestellt, die vermutlich auch alleine tödlich gewesen wäre. Sowohl Mike als auch Ray litten seit Jahren unter schweren Krankheiten. Ray litt an einer Nierenfunktionsstörung, Mike an Erkrankungen des Herzens, der Lunge und an einer Schädigung der Wirbelsäule; außerdem war sein rechter Arm infolge eines Unfalles gefühllos. Das Morphin war von ärztlicher Seite zur Schmerzlinderung verabreicht worden.